# Renato de Pontes
Dom Renato de Pontes (28 de julho de 1902 — 2 de abril de 1940) foi sacerdote católico brasileiro, tendo servido como bispo da Diocese de Valença de 30 de novembro de 1938 até sua morte.

## Biografia
Nasceu na cidade do Rio de Janeiro, então distrito federal, no bairro de Inhaúma, filho de Sara e Teófilo de Pontes. Foi batizado no mesmo dia de seu nascimento, na igreja de São Tiago, pelo padre Antônio Nogueira Pereira Gomes.
Recebeu a primeira comunhão das mãos do arcipreste monsenhor Antônio Alves dos Santos, em 6 de dezembro de 1912, e foi crismado por D. Sebastião Leme, quando este era bispo-auxiliar do Rio de Janeiro.
Em 11 de fevereiro de 1916, por intermédio do Cardeal Arcoverde, iniciou o estudo de humanidades no Seminário Metropolitano de São Paulo. Em 1 de março de 1922, iniciou o curso superior de Teologia no Seminário Provincial de São Paulo. Foi, por fim, ordenado sacerdote por D. Sebastião Leme, então arcebispo, em 24 de agosto de 1928.
Por provisão do cardeal arcebispo, em 24 de agosto de 1928, foi nomeado professor do Seminário Arquidiocesano de São José, cargo que ocupou até 23 de dezembro de 1936. Concomitantemente a este, exerceu também os cargos de capelão da Escola Profissional Santo Adolfo, do Convento Noviciado de Nossa Senhora de Lourdes e do Colégio Notre Dame de Sion. Também foi diretor da Obra das Vocações Sacerdotais e do ensino religioso nas escolas. Em maio de 1936, foi convidado a participar da Comissão Arquidiocesana da Obra Pontifícia da Propagação da Fé. Em 28 de dezembro de 1934, foi nomeado cônego catedrático da Sé Metropolitana.
Em 13 de outubro de 1938, foi escolhido para substituir D. André Arcoverde à frente da jovem Diocese de Valença. Sua sagração episcopal ocorreu na Igreja de São Francisco Xavier, em 30 de novembro seguinte, mais uma vez pelas mãos do Cardeal Leme, tendo como auxiliares D. Benedito Paulo Alves de Sousa, bispo emérito do Espírito Santo, e D. Hugo Bressane de Araújo, bispo de Bonfim. Tomou posse do seu bispado em 18 de dezembro.
Seu episcopado, no entanto, foi abreviado devido a uma enfermidade crônica que acabou por tirar-lhe à vida. D. Renato faleceu às 14 horas do dia 2 de abril de 1940, aos 37 anos, no Hospital da Ordem Terceira da Penitência, onde se encontrava internado havia cinco meses. O velório aconteceu, a seu pedido, na Igreja de São Francisco Xavier, onde fora sagrado bispo. O cardeal Leme, presente em vários momentos importantes de sua vida, encomendou-lhe o corpo, sepultado no dia seguinte no Cemitério de São João Batista, em Botafogo. A Diocese de Valença permaneceu vaga por quase dois anos, até janeiro de 1942, quando D. Rodolfo das Mercês de Oliveira Pena, então bispo da Barra do Rio Grande, foi finalmente escolhido para substituí-lo.